# Antiochië
Antiochië (Turks: Antakya; Arabisch: انطاكية, Anṭākyä; Syrisch: ܐܢܛܝܘܟܝܐ, Anṭiokia) is de hoofdstad van de Turkse provincie Hatay. De stad ligt aan het uiterste oosten van de Middellandse Zee ten noordwesten van Syrië. De stad had volgens nufusune.com in 2020, 389.377 inwoners. Het grootste deel van de bevolking spreekt Turks als moedertaal met een minderheid die Arabisch spreekt. Antiochië ligt in een vruchtbare vallei.

## Geschiedenis

### De oudheid
Antiochië werd in 300 v.Chr. door Seleucus I Nicator (een van de generaals van Alexander de Grote) gesticht aan de rivier Orontes en al snel tot hoofdstad verklaard. Dit betekende een verschuiving van het machtscentrum van Babylon in Mesopotamië naar Syrië. Seleucus en zijn opvolgers stichtten elders nog andere steden met de naam Antiochië. Al snel groeide de stad uit tot een grote metropool, mede door de vele handelswegen vanuit Azië die hier samenkwamen en de grote haven in het naburige Seleucia. Ze werd een van de belangrijkste hellenistische cultuurcentra en kwam op de tweede plaats na Alexandrië in Egypte. De stad fungeerde lange tijd als een van de westelijke eindpunten van de zijderoute. Ook in de Romeinse periode bleef ze een van de grootste steden van het rijk. Meerdere keizers verfraaiden Antiochië met grote tempels en andere openbare gebouwen. De voorstad Daphne werd een residentiestad voor gegoede inwoners. Stroomafwaarts de Orontes lag Seleucia Pieria, de versterkte havenstad van Antiochië.
De stad speelde een belangrijke rol in de ontwikkeling van het vroege christendom en wordt meermaals genoemd in de Handelingen van de Apostelen. Zo valt in Handelingen 11:26 te lezen dat de discipelen voor het eerst christenen werden genoemd in Antiochië. Volgens de overlevering was de Grot van Sint Petrus de plaats waar de apostelen Paulus en Barnabas samen kwamen. Keizer Constantijn I de Grote liet er de kerk Gouden Octogoon bouwen. Het patriarchaat Antiochië was de zetel van een van de vijf christelijke patriarchaten binnen het Romeinse Rijk.

### Kalifaat
In 387 vond een opstand plaats van de plaatselijke bevolking. De standbeelden van de keizer(s) werden hierbij vernield. In 540 raakte de stad in verval na de Perzische invasie, om vervolgens veroverd te worden door het islamitische kalifaat van de Rashidun in 636. De belangrijkste oorzaak was de verschuiving van de handelsroutes die veelal via Constantinopel gingen nadat dit de hoofdstad werd van het Oost-Romeinse Rijk.

### Kruisvaardersperiode
In de elfde eeuw wisten de Byzantijnen de stad weer te heroveren op de Arabieren maar in 1084 maakten de Seltsjoeken, tijdens een van de vele Byzantijns-Seltsjoekse oorlogen, zich meester van Antiochië. De kruisvaarders veroverden de stad in 1098 onder leiding van Bohemund I. Tijdens het beleg zou de heilige Sint-Joris verschenen zijn. De kruisvaarders maakten van Antiochië de hoofdstad van het christelijke vorstendom Antiochië, een van de kruisvaardersstaten.
Antiochië werd veroverd door de Mammelukkensultan Baibars in 1268. De stad viel binnen een dag. Baibars liet de poorten van de stad sluiten en de christelijke bevolking werd afgeslacht. De val van Antiochië, de eerste grote stad die door de kruisvaarders was veroverd, leidde de val van de restanten van de kruisvaarderstaten in.

### Ottomaanse Rijk
Sedert 1516 maakte Antiochië deel uit van het Ottomaanse Rijk. De stad werd het centrum van de Sanjak van Antakya die onderdeel was van de Damascus Eyalet.
In 1822 (en opnieuw in 1872) werd Antakya getroffen door een aardbeving en beschadigd. Toen de Ottomaanse generaal Ibrahim Pasha in 1835 zijn hoofdkwartier in de stad vestigde, had het slechts zo'n 5.000 inwoners. De stad ontwikkelde zich dankzij een nieuwe spoorweg, die de stad verbond met de haven van Samandağı.

### Turkije
Na de Eerste Wereldoorlog behoorde Antiochië tot het Franse mandaatgebied Syrië. Hierin maakte het deel uit van het Sandjak Alexandrette (Iskenderun). In 1939 werd aan Turkije toestemming gegeven om de stad en omgeving te annexeren.

## Geografie

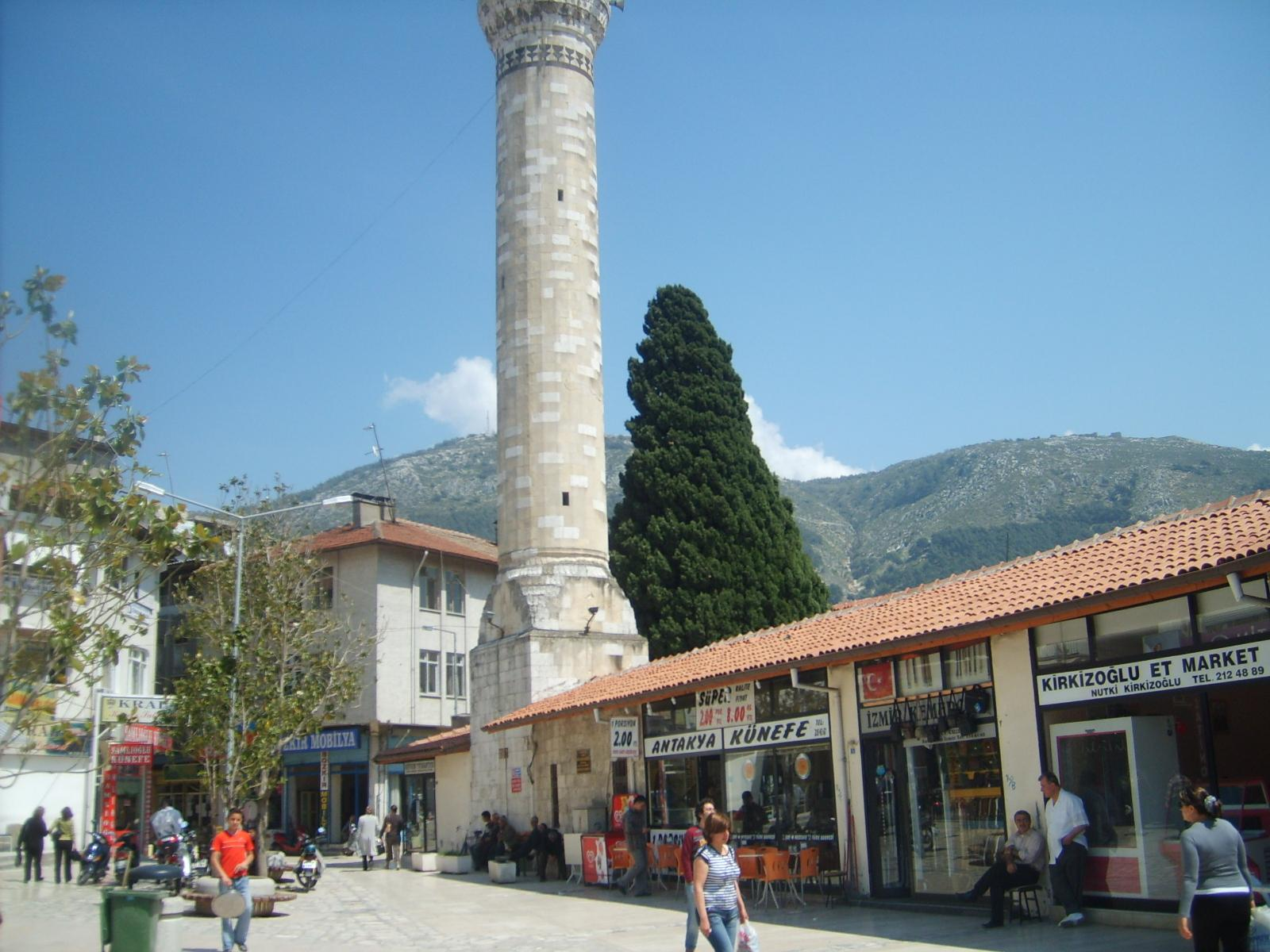
Het Habib Neccar Gebergte

### Topografie
Antiochië is gelegen aan de oevers van de rivier de Orontes (Turks: Asi Nehri), ongeveer 22 km van de Middellandse Zeekust af. De stad ligt in een dal omgeven door de Nurbergen (voorheen: Amanos) in het noorden, het Kelgebergte in het zuiden en het 440 meter hoge Habib Neccargebergte (voorheen: Silpius) in het oosten. De bergen zijn een bron van groen marmer, dat goed te vinden is. Antiochië ligt aan de noordelijke rand van de Dode Zee Rift en is kwetsbaar voor aardbevingen.
De vlakte van Amik in het noordoosten van de stad is zeer vruchtbaar en wordt "besproeid" door de rivieren Orontes, de Karasu en de Afrin. Ook zijn er kanalen aangelegd om de Orontes te verbreden en zo de rivier netjes te laten afvoeren door het centrum van de stad.

### Klimaat
In Antiochië en omgeving heerst er een Middellandse Zeeklimaat. Daarom is de stad in de zomers heet en droog en de winters zijn mild en regenachtig. Echter heeft Antiochië door de hoge ligging mildere temperaturen dan de meeste andere steden aan de Middellandse Zee.

## Bevolking
Hoewel de havenstad Iskenderun is uitgegroeid tot de grootste stad in de provincie Hatay, is Antakya als een provinciehoofdstad nog steeds van groot belang als het centrum van een groot gebied. De drooglegging van het meer van Amik en de ontwikkeling van het land hebben bijgedragen aan de enorme groei van de economie van de regio. De stad is een levendig winkel- en zakencentrum met vele restaurants, bioscopen en andere voorzieningen. De theetuinen, cafés en restaurants in de buurt van Ceylan zijn populaire bestemmingen.
De ligging nabij de Syrische grens maakt Antiochië kosmopolitischer dan veel andere steden in Turkije. In het begin van de 19de eeuw bestond de bevolking in meerderheid uit Arabieren, dat wil zeggen uit alevieten en christenen. De Armeniërs inbegrepen telden de christenen 15% van de stadsbevolking. Korte tijd nam het aantal Armeniërs toe nadat ze hier in de jaren twintig van de 20ste eeuw een opvang vonden. Velen van hen emigreerden naar Frankrijk tijdens de periode van Franse militaire controle. De Turkse minderheid is sindsdien uitgegroeid tot een meerderheid. De stad trok niet veel immigranten aan tijdens de massa-immigratie van Koerden uit Oost-Anatolië in de jaren 1980 en 1990. Toen groeiden de populaties van de mediterrane steden als Adana en Mersin wel radicaal.
Zowel Turks en Arabisch worden nog steeds veel gesproken in Antiochië, hoewel geschreven Arabisch zelden wordt gebruikt. Bijna alle inwoners zijn moslim, waarvan een aanzienlijk deel het alevitisme of de Arabische Alawi aanhangt. De christenen zijn vrijwel allen verdwenen.

## Bezienswaardigheden

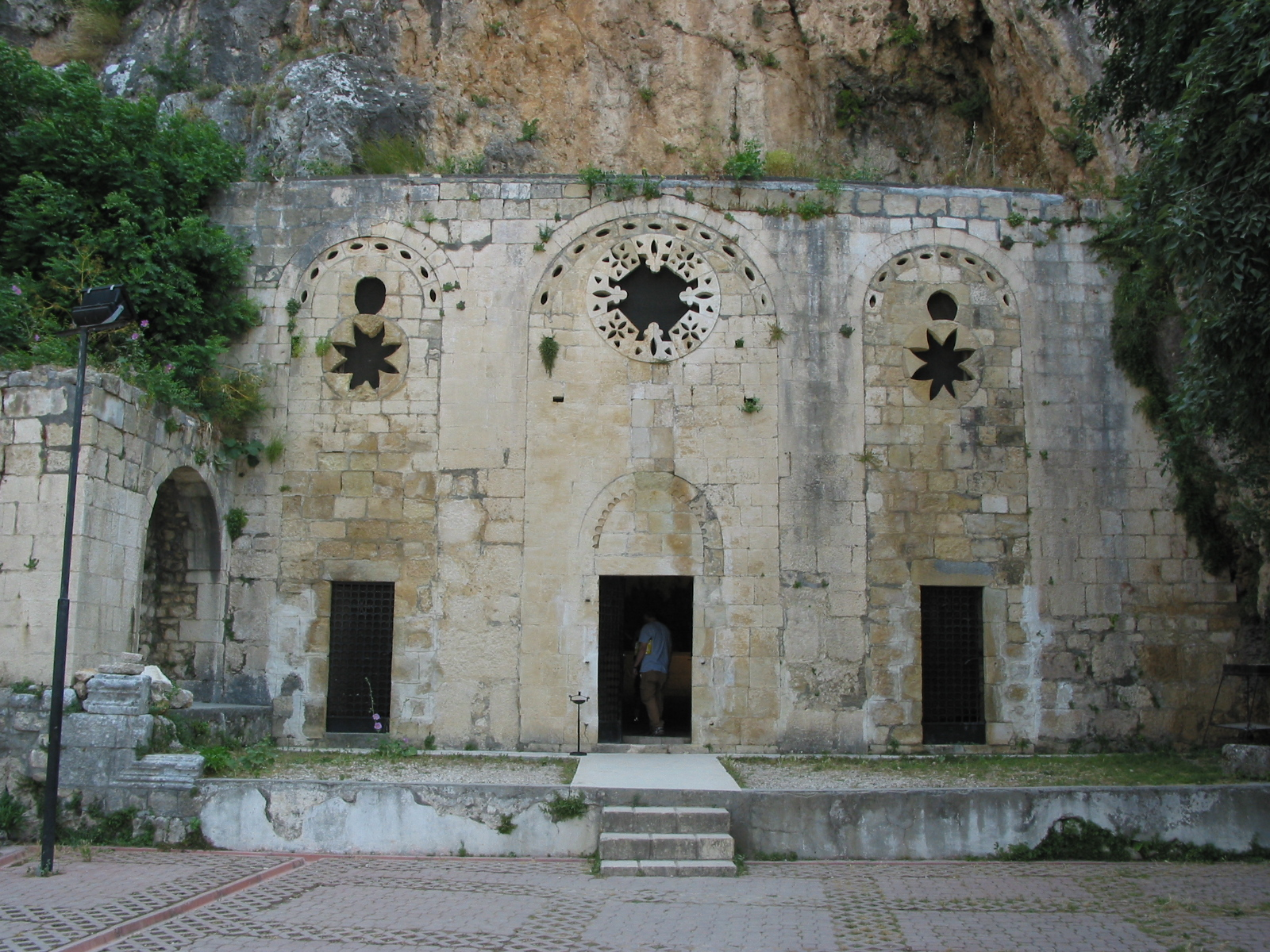
De kerk van de heilige Petrus is een van de oudste kerken in de wereld

De stad is drie maal (525, 1872 en 2023) door een aardbeving grotendeels verwoest, zodat van oude bouwwerken weinig bewaard is gebleven.
Uit de hellenistische tijd zijn slechts stukken over van een muur en een waterleiding en een – zwaar beschadigde – in de rots uitgehouwen reusachtige buste. Uit de Romeinse tijd zijn het opmerkelijkst de talrijke luxueuze huizen, vooral in het aan Apollo gewijde zomerverblijf Daphne, met schitterende vloermozaïeken uit de 1e tot de 6e eeuw. Uit deze laatste eeuw dateren ook de forse muren van Justinianus met hun reeks van vierkante torens. De Amerikaanse Princeton University deed er opgravingen van 1932 tot 1939.
Het archeologisch museum bevat o.m. een zeer omvangrijke verzameling mozaïeken uit de Romeinse tijd, gevonden in villa's in de omgeving (2e en 3e eeuw n.C.).
Verder bevindt zich in de buurt van de stad de Grot van Sint-Petrus. Deze grot is een aan de apostel Petrus gewijde grotkerk uit de 13e eeuw ten zuidoosten van de stad.

## Partnersteden
- Aalen, Duitsland

## Bekende inwoners van Antiochië/Antakya

### Geboren
- Lucas (1e eeuw), een van de vier evangelisten.
- Marcianus van Syracuse (1e eeuw), heilige, martelaar en volgens de traditie eerste bisschop van Syracuse, Italië
- Herodianus (ca. 170-240), Griekse historicus
- Domnius (3e eeuw), beschermheilige van Split
- Erasmus van Formiae (ca. 240-303), bisschop van Formia en martelaar
- Margaretha van Antiochië (?-ca. 305), heilige
- Libanius (ca. 314-393), Griekse sofist
- Johannes Chrysostomus (ca. 345-407), kerkvader
- Selahattin Ülkümen (1914-2003), diplomaat
- Ezhar Cezairli (1962-2021), Turks-Duits tandarts en politica

- Bibliothèque nationale de France: cb119430650 (data)
- Gemeinsame Normdatei: 4085823-6
- Nationale Bibliotheek van Tsjechië: ge139163
- TDVİA: antakya
- Virtual International Authority File: 257569269

Adana · Ankara · Antalya · Aydın · Balıkesir · Bursa · Denizli · Diyarbakır · Gaziantep · Kayseri · Mersin · Istanbul · İzmir · İzmit · Konya · Şanlıurfa
Adapazarı · Antiochië (Antakya) · Erzurum · Eskişehir · Kahramanmaraş · Malatya · Manisa · Mardin · Muğla · Altınordu · Samsun · Tekirdağ · Trabzon · Van
Adıyaman · Afyonkarahisar · Ağrı · Akhisar · Aksaray · Alanya · Batman · Bolu · Çanakkale · Ceyhan · Çorlu · Çorum · Darıca · Derince · Düzce · Edirne · Elazığ · Erzincan · Gebze · Giresun · İnegöl · İskenderun · Isparta · Karabük · Karaman · Kırıkkale · Kırşehir · Körfez · Kütahya · Lüleburgaz · Nazilli · Niğde · Osmaniye · Rize · Siirt · Sivas · Tarsus · Tokat · Turgutlu · Uşak · Yalova ·  Zonguldak